# کورون
کورون (به انگلیسی: Corwen) یک شهرک در ولز است که در دنبیشر واقع شده‌است. کورون ۲٬۳۲۵ نفر جمعیت دارد.